# Alexios I. (Trapezunt)
Alexios I. Megas Komnenos („Großkomnene“; * 1182; † 1. Februar 1222) war von 1204 bis 1222 erster Kaiser von Trapezunt. Er war Sohn des Manuel Komnenos und Enkel Andronikos’ I. Komnenos, des letzten byzantinischen Kaisers aus der Familie der Komnenen, der 1185 von Isaak II. Angelos gestürzt und danach getötet wurde. Seine Mutter Rusudan war eine Tochter des georgischen Königs Giorgi III.

## Kindheit
Alexios’ Vater Manuel wurde nach dem Sturz Andronikos’ I. von dessen Gegnern geblendet und starb mit hoher Wahrscheinlichkeit kurze Zeit später. Seine Mutter floh daraufhin mit dem jungen Alexios und seinem Bruder David Komnenos aus Konstantinopel. Die Flucht führte die drei entweder nach Georgien oder aber an die Südküste des Schwarzen Meeres.

## Thronbesteigung
Schon vor der Eroberung Konstantinopels durch die Kreuzritter des 4. Kreuzzugs im Jahre 1204 gelang Alexios mit Unterstützung georgischer Truppen, die ihm seine Tante Königin Tamara von Georgien zur Verfügung stellte, die Einnahme Trapezunts und der umliegenden Gebiete. Die Aktion wurde dadurch erleichtert, dass die Familie der Komnenen aus der Gegend stammte und aus diesem Grunde in der lokalen Bevölkerung beliebt war. So befand sich eine Hochburg der Anhänger von Alexios’ Großvater in dem zwischen Trapezunt und Sinope gelegenen Oinaion. Alle drei genannten Städte erklärten sich daher schnell für Alexios.
Nach diesem Erfolg ließ sich Alexios, der zu dieser Zeit 22 Jahre alt war, zum ersten Kaiser und Großkomnenen von Trapezunt ausrufen. Die von Alexios mit der Annahme des Titels begründete komnenische Dynastie sollte Trapezunt 257 Jahre lang beherrschen. Der neue Staat erstreckte sich entlang der nördlichen Küste des Schwarzen Meeres von Herakleia im Westen bis nach Soterioupolis an der Grenze zu Georgien. Ferner waren Teile der heutigen Krim dem trapezuntischen Staat tributpflichtig. Chersones, Pantikapaion und das Hinterland beider Städte wurden zu einer überseeischen Provinz zusammengefasst und unterstanden somit Alexios unmittelbar.
Während Alexios umsichtig seine Macht in der Umgebung von Trapezunt stabilisierte, eroberte sein Bruder David mithilfe georgischer Söldner Gebiete in Paphlagonien und Pontos. So setzte er sich unter anderem in den Besitz der Festung Kastamonu, des legendären Stammsitzes der Komnenen. Schließlich gelangte David auf seinem Feldzug nach Westen in Richtung Konstantinopel bis nach Heracleia.
Alexios und sein Bruder sahen sich gefährlichen Feinden gegenüber. Neben dem Kaiserreich Nikaia, das Theodor I. Laskaris nach dem Verlust Konstantinopels an die Lateiner gründete, entstanden zu dieser Zeit eine ganze Reihe kleinerer griechischer Herrschaftsgebiete, deren jeweilige Führer sich als Nachfolger des byzantinischen Kaisers sahen. Weitere Gefahr drohte vom seldschukischen Sultanat Ikonion, das den größten Teil Kleinasiens beherrschte. Schließlich bestanden erhebliche Differenzen mit dem von den Kreuzfahrern in Konstantinopel gegründeten lateinischen Kaiserreich, das Ansprüche auf Paphlagonien, Oinaion, Amisos und Sinope erhob.

## Kriege gegen die Seldschuken und gegen das Kaiserreich Nikaia
Während die mit Trapezunt konkurrierenden kleineren griechischen Herrschaftsgebiete bald im Kaiserreich Nikaia aufgingen, sah sich das lateinische Kaiserreich nach einem anfänglichen Versuch, die gegenüber Trapezunt beanspruchten Gebiete zu erobern, in seinen europäischen Gebieten bald in einem Konflikt mit den Bulgaren verstrickt. Damit verblieben als ernst zu nehmende Gegner der Komnenen zunächst nur die Seldschuken und Theodor I. Laskaris von Nikaia, der sich im Jahre 1206 zum Kaiser hatte ausrufen lassen.
Um das Jahr 1205 belagerten die Seldschuken unter Sultan Kai Chosrau I. von Ikonion Trapezunt, ohne die Stadt einnehmen zu können. Im Westen provozierte David Theodor I. Laskaris, indem er Truppen gegen die vom Kaiserreich Nikaia beherrschte Stadt Nikomedia sandte. Der Angriff scheiterte und die Komnenen mussten sich von nun an darauf beschränken, ihre Westgrenze gegen Offensiven des Kaiserreichs von Nikaia zu behaupten. Hierzu nahm David die Hilfe des lateinischen Kaiserreichs in Anspruch, mit dessen Unterstützung der Vormarsch der Nikaier auf Herakleia aufgehalten werden konnte.
1214 wurde Sinope von den Seldschuken des Sultanats Ikonion unter Sultan Kai Kaus I. eingenommen. David wurde getötet und Alexios musste sich gegenüber den Seldschuken zu Tributzahlungen und zur Heeresfolge verpflichten. Mit dem Verlust von Sinope an die Seldschuken wurde die Landverbindung zwischen dem Kaiserreich Trapezunt und dem Kaiserreich von Nikaia unterbrochen, was weiteren Feindseligkeiten mit den Nikaiern einen Riegel vorschob. Die westliche Grenze des Kaiserreichs Trapezunt verlief seither 250 km von der Hauptstadt entfernt entlang der Flüsse Iris und Thermodon.
In der Folge konzentrierte sich die Außenpolitik Alexios’ auf die Beziehungen zu Georgien, dem Sultanat Ikonion sowie zu den italienischen Seehandelsrepubliken und den kleineren Emiraten von Erzurum und Erzincan.

## Familie
Alexios war mit der trapezuntischen Edelfrau Theodora Axuchina verheiratet, mit der er zwei Söhne und eine Tochter hatte.
Er starb 1222 nach einer Regentschaft von 18 Jahren. Sein Nachfolger wurde Andronikos I., der Ehemann seiner Tochter. Alexios’ Söhne wurden bei der Nachfolge übergegangen. Sie sollten erst später als Johannes I. und Manuel I. den trapezuntischen Thron besteigen.